# Luigi Dentice
Luigi Dentice (Napoli, 1510 – Napoli, 1566) è stato un compositore, cantante e liutista italiano, oltre che teorico musicale, che fu al servizio della famiglia Sanseverino. Era padre di Fabrizio Dentice, anche lui compositore e liutista e nonno di Scipione Dentice.

## Biografia
Dentice proveniva da una nobile famiglia. Quando suo padre morì, nel 1561, ereditò il titolo di barone di Viggiano. Sposò Vincenza Caracciolo, che lasciò vedova nel 1566 con due bambini piccoli. Negli anni 1550 i membri della famiglia Dentice, tutti musicisti, viaggiarono diffusamente in Spagna. Luigi Dentice sembra fosse un sopranista falsettista.
La sua opera principle di teoria musicale, Duo dialoghi della musica, Roma 1553, era una collezione di melodie con testi in greco e latino, tradotti in italiano con commenti dello stesso Dentice. Il titolo prometteva un dialogo sulla teoria ed uno sulla pratica. Il testo era inframmezzato di commenti sulla musica ed i musicisti contemporanei. Comprendeva inoltre opinioni dell'autore sulla musica ficta,, oltre che sulla pratica della monodia sviluppata successivamente da Giulio Caccini ed altri compositori.

## Opere
- Songs in posthumous collection Arie Raccolti, printed Rocco Rodio, Naples 1577.

## Discografia parziale
- Two songs: Come t'haggio lassata, o via mia? Chi me l'havesse dett', o via mia? on Napolitane - villanelle, arie & moresche (1530-70). Ensemble Micrologus, Cappella della Pietà de' Turchini dir. Florio, Opus111 1999